# Piano no mori
Piano no mori (ピアノの森?  'Pianoskogen') (på engelska känd som The Perfect World of Kai, The Piano Forest eller enbart Piano Forest) är en seinen-mangaserie skriven och tecknad av Makoto Isshiki. Den gavs ut av Kōdansha åren 1998–2015, först i magasinet Young Magazine Uppers och sedan i Shūkan Morning. Serien gjorde ett uppehåll 2004 fram till augusti 2006. Handlingen kretsar kring Kai Ichinose som har hittat ett mystiskt piano i skogen. I takt med att berättelsen fortskrider inleds en vänskap och rivalitet med klasskamraten Shūhei Amamiya som drömmer om att bli en framgångsrik pianist. 
Serien tar upp temat om självkänsla och möjligheten att lyckas oavsett olika förutsättningar. Den blev prisad i Japan och är underlaget till en animerad film producerad av Madhouse. Filmen har nominerats till en Nippon Academy-shō. En anime av Fukushima Gainax hade premiär i april 2018 på kanalen NHK.

## Handling
Piano no mori handlar om pojken Kai Ichinose, som växer upp i ett tufft bordellkvarter kallat "Mori no hata" (kanten av skogen) i Japan. På natten smiter han ut för att spela piano i en skog som ligger vid hans hus. Shūhei Amamiya, nyinflyttad och klasskamrat, är son till en pianist. I skolan blir Amamiya utsatt för mobbning. Mobbarna vill att han spelar det mytomspunna pianot i skogen. Detta leder till hans möte med Ichinose, som är den enda personen som kan spela pianot. Ichinoses begåvning chockar Amamiya och gör att han vill spela piano på sitt sätt.

## Utgivning
Piano no mori har givits ut av Kōdansha i Young Magazine Uppers från augusti 1998 till magasinets nedläggning 2004, då även serien tog en paus. I augusti 2006 togs serien upp av Shūkan Morning. Den avslutades i november 2015 och totalt släpptes 243 kapitel. Kōdansha publicerade också den i 26 tankōbon-volymer. I Kina och Taiwan publicerades serien av Sharp Point Press. Författaren Makoto Isshiki har sagt att hon fann inspiration till serien från en dokumentär som visade den ryske pianisten Stanislav Bunin utropas till segrare i den internationella Chopin-tävlingen 1985.

## Mottagande
Vid Japan Media Arts Festival 2008 belönades serien med priset för årets bästa manga. Med priset ville juryn att serien skulle nå ut till en bredare publik i Japan på grund av dess handling och huvudpersoner. De musikaliska inslagen fick beröm. I januari 2018 hade sex miljoner exemplar sålts av serien.

## Film
En animerad film baserad på serien utannonserades i februari 2007. Filmen hade biopremiär den 21 juli 2007 i Japan. Den regisserades av Masayuki Kojima. Aya Ueto gjorde rösten till Kai Ichinose. Under öppningsveckan hamnade filmen på en nionde plats på den japanska biotoppen. Vid årsskiftet hade filmen tjänat in $1 555 297.

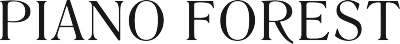
I Frankrike och Belgien släpptes filmen under titeln Piano Forest.

Filmen blev nominerad till en Nippon Academy-shō i kategorin Årets animerade film. Den tävlade vid Annecys internationella festival för animerad film 2008, men vann inte något pris. I Europa premiärvisades filmen i Frankrike och Belgien år 2009.

### Röstskådespelare
| Karaktär                                    | Japansk röst      | Fransk röst       |
| ------------------------------------------- | ----------------- | ----------------- |
| Kai Ichinose (一ノ瀬 海 Ichinose Kai?)      | Aya Ueto          | Nathalie Bienaimé |
| Shūhei Amamiya (雨宮修平 Amamiya Shūhei?)   | Ryunosuke Kamiki  | Suzanne Sindberg  |
| Reiko Ichinose (一ノ瀬怜子 Ichinose Reiko?) | Chizuru Ikewaki   | Marie Diot        |
| Sousuke Ajino (阿字野壮介 Ajino Sousuke?)   | Hiroyuki Miyasako | Jochen Hägele     |
| Takako Maruyama (丸山誉子 Maruyama Takako?) | Mayuko Fukuda     | Françoise Escobar |
| Namie Amamiya (雨宮奈美江 Amamiya Namie?)   | Atsuko Tanaka     | Isabelle Volpe    |
| Chinpira (チンピラ Chinpira?)               | Hiroyuki Amano    | François Creton   |

### Musik
Filmmusiken är komponerad av Keisuke Shinohara, utom där annat namn nämns. Filmens ledmotiv är "Moonshine" (月あかり Tsukiakari?) som framfördes av Nao Matsushita.
1. "Forest of the Piano (advanced version)"
2. "The perfect world of Kai"
3. "An unfavorable Welcome"
4. "Skirmish"
5. "Treasure in the Forest"
6. "Kai and Shuhei"
7. "Shimmering light"
8. "Promise"
9. "Twinkling in the treetops"
10. "Puzzled and lost"
11. "Pandemonium"
12. "Melancholia"
13. "The Pianists"
14. "Winds"
15. "3 to nil"
16. "Classics"
17. "Wendy's Waltz"
18. "Loser"
19. "On my own"
20. "New Horizon"
21. "Forest of the Piano (simple version)"
22. "Für Elise" (Beethoven)
23. "Minutvalsen" (Chopin)
24. "Pianosonat nr 3" (Chopin)
25. "Italian Concerto" (Bach)
26. "Pianosonat nr 8" (Mozart)
27. "Pianosonat nr 8" (arrangerad av Keisuke Shinohara)
28. "Forest of the Piano (orchestra version)"

## TV-anime
En animeserie blev utannonserad i oktober 2017. Den är regisserad av Gaku Nakatani och skriven av Aki Itami och Mika Abe. Animen började sändas den 8 april 2018 på japanska kanalen NHK. Skivbolaget Nippon Columbia höll auditioner för pianister som skulle medverka. Animen består av 2 säsonger och 24 avsnitt. Netflix visade den internationellt.